# Laterna Magika
Laterna Magika je višelateralno kazalište u Pragu, osnovano 1958. godine. Naziv je dobila po laterni magici, prvom optičkom uređaju za projiciranje sličica na zid.
Ravnatelj Alfréd Radok i scenograf Josef Svoboda, predstavili su ovu neobičnu kazališnu formu u Bruxellesu 1958. godine. Nakon završetka izložbe, program je prebačen u Prag. Laterna Magika je u početku (1958. – 60.) bila pridružena praškom Narodnom kazalištu. Tijekom gotovo 50 godina postojanja Laterna Magike, odrađeno je više od 30 predstava te su održane brojne turneje s eksperimentalnim projektima diljem svijeta. Poslije osnutka ove scene u Pragu, u njemu rade značajne umjetničke osobe; režiseri, koreografi, dramaturzi, likovni umjetnici i dr.

## Vanjske poveznice
- Službena stranica